# Tilen Finkšt
Tilen Finkšt (6 luglio 1997) è un ciclista su strada e pistard sloveno che corre per il team Adria Mobil.

## Palmarès

### Strada
- 2015 (Juniores)

Campionati sloveni, Prova in linea Junior
- 2023 (Adria Mobil, tre vittorie)

3ª tappa Istrian Spring Trophy (Pisino > Umago)
Grand Prix Adria Mobil
Prologo Tour de Bulgarie (Sofia > Sofia, cronometro)
- 2024 (Adria Mobil, una vittoria)

Visegrad 4 Kerekparverseny

#### Altri successi
- 2024 (Adria Mobil)

Pokal Tadeja Pogačarja
2ª tappa Gemenc GP (Szekszárd > Szekszárd)
Classifica generale Gemenc GP

### Pista
- 2021

Campionati sloveni, Velocità a squadre (con Anže Skok e Blaž Avbelj)
- 2022

Campionati sloveni, Inseguimento a squadre (con Jaka Špoljar, David Per, Boštjan Murn e Nik Čemažar)

## Piazzamenti

### Competizioni mondiali
- Campionati del mondo su strada

Yorkshire 2019 - In linea Under-23: 25°
Glasgow 2023 - In linea Elite: ritirato

### Competizioni continentali
- Campionati europei su strada

Tartu 2015 - In linea Junior: 40º
Alkmaar 2019 - In linea Under-23: ritirato
Plouay 2020 - In linea Elite: ritirato
Monaco di Baviera 2022 - In linea Elite: 60º
Drenthe 2023 - In linea Elite: 81º
- Campionati europei su pista

Plovdiv 2020 - Corsa a eliminazione: 11º
Plovdiv 2020 - Velocità: 20º
Plovdiv 2020 - Corsa a punti: ritirato
Plovdiv 2020 - Americana: ritirato